# وسام سعدون
وسام سعدون فنجان هو لاعب كرة قدم عراقي في مركز الهجوم ولد في يوم 21 نوفمبر 1990 في محافظة ميسان في العراق، يلعب حالياً مع نادي نفط ميسان وهو هداف الدوري العراقي الممتاز 2017–18 ب24، تم إستدعائه في سنة 2018 لمنتخب العراق لكرة القدم ولعب أول مباراة له ضد منتخب بوليفيا لكرة القدم في الإمارات في تشرين الثاني من سنة 2018.